# سينما دمشق
هي سينما في دمشق، عاصمة سوريا حيث كان مسرحها واحدًا من أكبر دور السينما في العالم العربي، حيث تبلغ السعة الإجمالية 1500 متر ، والطابق الأرضي يجلس فيه 1000 من رواد السينما ، وشرفة كبيرة تتسع له 500 شخص وهي حاليًا السينما الوحيدة في سوريا التي تضم أحدث الأفلام الأمريكية والأوروبية الإنتاج. يضم المسرح السينمائي حاليا 4 غرف متوسطة الحجم تتسع له 300 مشاهد في كل منها.
افتتح عام 1943 من قبل توفيق شماس، وهو رجل أعمال محلي بارز ، وأصبحت سينما دمشق بسرعة وكيل ترفيهي محلي ، حيث جلبت سوريا إلى عصر التصوير السينمائي.
أغلقت في أوائل عام 2005 ، وأعيد افتتاحها في منتصف عام 2009 ، واسمها الحالي هو سينما سيتي.
تم تجديدها بالكامل ، وتضم السينما الآن بار سوشي وأجهزة عرض رقمية.تعرضت سينما سيتي لانتقادات بسبب اتهامها في وقت لاحق بالتهرب من العقوبات الأمريكية المفروضة على سوريا منذ عام 2003 ، وعرض أفلام أمريكية في نفس اليوم الذي ستعرض فيه في دبي ولبنان وغيرها من مدن غرب آسيا وشمال أفريقيا.